# Rostislaw Stratimirowitsch

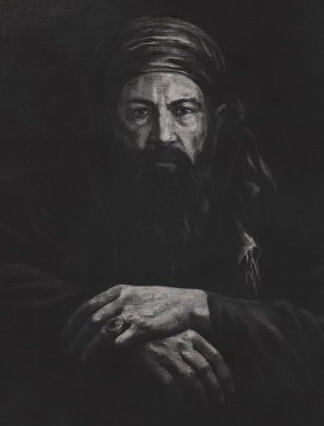
Rostislaw Stratimirowitsch, Prinz von Tarnowo

Rostislaw Stratimirowitsch (Bulgarisch: Ростислав Стратимирович; Russisch: Ростислав Страшимирович; * Tarnowo in Bulgarien; † Tolotschanowo in Russland), Prinz von Tarnowo, war der gewählte Anführer des zweiten bulgarischen Aufstands von Tarnowo gegen die Osmanen 1686 und Nachkomme des mittelalterlichen bulgarischen Herrschaftshauses der Schischmaniden.

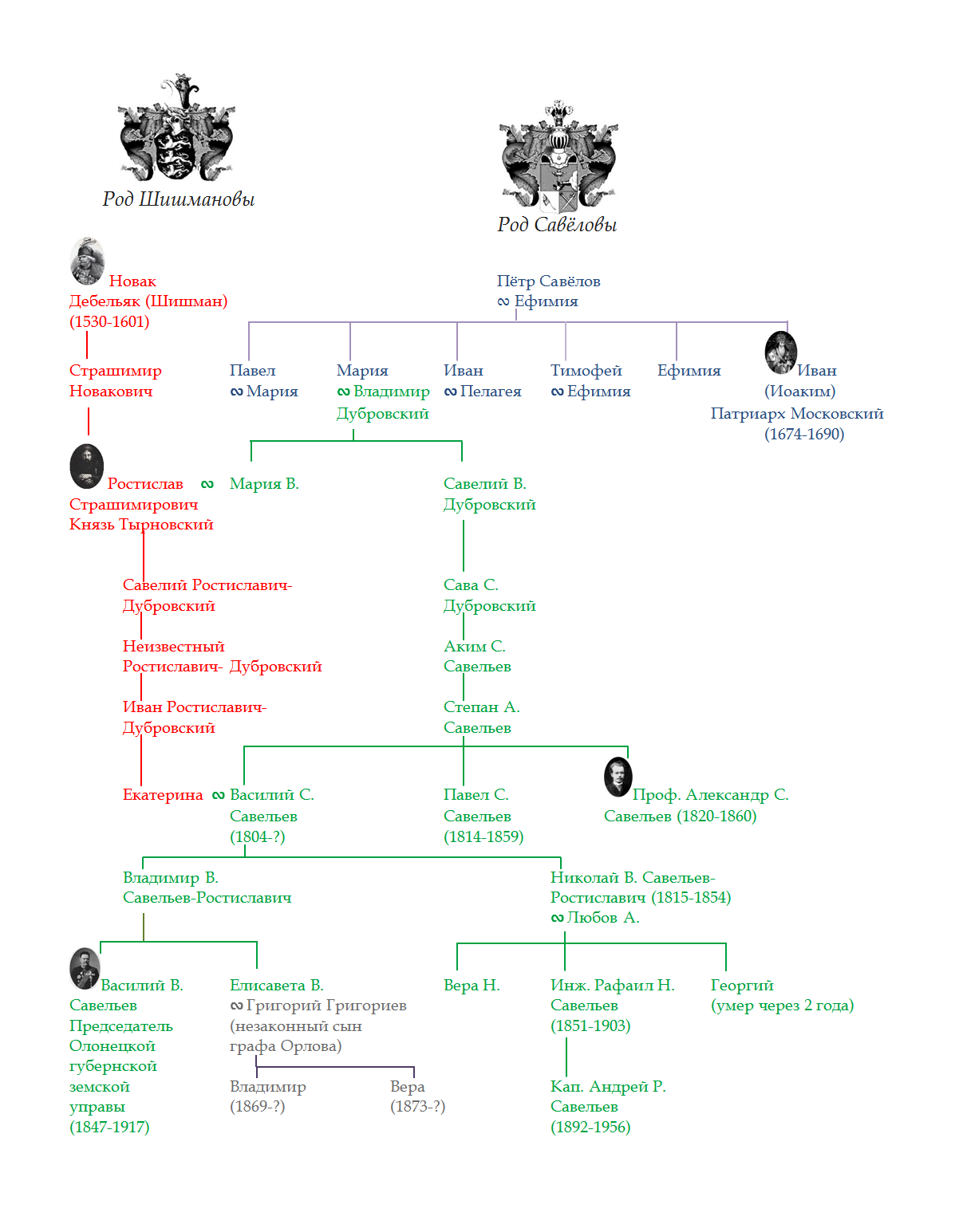
Ein Stammbaum der russischen Familie Saveliev-Rostislavic, nach der Version von Nikolay Elagin.

1686 besuchte Rostislaw Stratimirowitsch Moskau, wo er den russischen Patriarchen Joachim um Hilfe bei der Vorbereitung des Aufstandes gegen das Osmanische Reich bat. Die Vereinbarung wurde durch die Verlobung zwischen dem Prinzen und der Nichte des Patriarchen – Maria Dubrowskaja – geltend gemacht. Währenddessen brach der Aufstand in der alten bulgarischen Hauptstadt Tarnowo aus. Rostislaw kehrte wieder nach Bulgarien zurück, doch das Osmanische Reich konnte sich behaupten und zerschlug die Rebellion. Schwer verwundet suchte Rostislaw das Kloster Rila auf, wo die Mönche sein Leben retteten. Nach vielen Abenteuern ging er zurück nach Moskau, wo er schließlich Maria Dubrowskaja heiratete und damit als Begründer der russischen Adelsfamilie Saweljew-Rostislawitsch gilt. Einer seiner Nachkommen ist der russische Schriftsteller Nikolai Saweljew-Rostislawitsch.
| Personendaten    | Personendaten                                                                |
| ---------------- | ---------------------------------------------------------------------------- |
| NAME             | Stratimirowitsch, Rostislaw                                                  |
| ALTERNATIVNAMEN  | Стратимирович, Ростислав (bulgarisch); Страшимирович, Ростислав (bulgarisch) |
| KURZBESCHREIBUNG | bulgarischer Aufstandsanführer                                               |
| GEBURTSDATUM     | 17. Jahrhundert                                                              |
| GEBURTSORT       | Tarnowo, Bulgarien                                                           |
| STERBEDATUM      | 18. Jahrhundert                                                              |
| STERBEORT        | Tolotschanowo, Russland                                                      |